# Not Shy (canción)
«Not Shy» es una canción del grupo surcoreano Itzy de su tercer EP, también titulado Not Shy. Fue lanzado por JYP Entertainment como el sencillo principal del álbum el 17 de agosto de 2020. Fue escrito por J.Y. Park y compuesto por Kobee y Charlotte Wilson, con arreglos de J.Y. Park, Kobee y earattack.
El vídeo musical que acompaña a la canción fue dirigido por Naive Creative Production y subido al canal de YouTube de JYP Entertainment simultáneamente con el lanzamiento del sencillo.

## Antecedentes y composición
El 22 de junio de 2020, el sitio web SPOTV News informó que Itzy se estaba preparando para un regreso a fines de julio. Poco después, JYP Entertainment confirmó la noticia. El 30 de julio de 2020, JYP Entertainment anunció a través de sus redes sociales que Itzy lanzaría su nuevo miniálbum y una nueva canción de verano el 17 de agosto, su primera pista en cinco meses.
En una entrevista, Itzy dijo: "Si nos expresamos con trabajos anteriores en los álbumes de "IT'z", algo ha cambiado esta vez. Van a conocer a un Itzy que es más poderoso que el enamoramiento adolescente". Las integrantes también declararon que "Not Shy" será una canción que hará que Itzy sea más fuerte y seguro".
El 31 de julio, el grupo lanzó una vista previa del contenido de las tres versiones del álbum físico y la fecha de preventa. El 2 de agosto, se lanzó la primera imagen de vista previa del grupo. El 4 de agosto, se publicaron vistas previas individuales de las miembros. El 5 de agosto, se lanzó otra vista previa del contenido del álbum físico. El 6 de agosto, se lanzaron más imágenes de vista previa individuales de las miembros junto con una vista previa del grupo. El 9 de agosto, se reveló la lista de canciones del EP. El 15 de agosto, se revelaron extractos de lo que serían las seis canciones del miniálbum.
El 17 de agosto, tras una premier emitida en vivo a través de YouTube y V Live simultáneamente, fue liberado el disco junto con su sencillo principal, «Not Shy».

## Vídeo musical
El 11 de agosto de 2020, JYP Entertainment publicó en YouTube el teaser tráiler oficial del vídeo del sencillo promocional, también titulado «Not Shy». El 17 de agosto, junto con el lanzamiento del álbum, fue estrenado oficialmente el vídeoclip en YouTube y V Live.

## Rendimiento comercial
Con «Not Shy», Itzy se convirtió en uno de los dos únicos grupos femeninos de Corea del Sur, junto a Blackpink, en aparecer tanto en la lista Billboard Global 200 como en el Billboard Global Excl. U.S., alcanzando la posición 124 y 70 respectivamente. «Not Shy» también alcanzó entre los diez primeros en Corea del Sur, Singapur y Malasia. La canción obtuvo un total de cinco victorias en programas de música: una en Show Champion y Music Bank, y tres victorias en M! Countdown, igualando a Blackpink como el grupo femenino con mayor cantidad de victorias durante el 2020, con 13 victorias acumuladas.

## Reconocimientos

### Premios y nominaciones
| Año  | Evento                    | Premio                   | Resultado | Ref.   |
| ---- | ------------------------- | ------------------------ | --------- | ------ |
| 2020 | Asian Pop Music Awards    | Mejor letra - Extranjero | Nominado  | [ 22 ] |
| 2020 | Circle Chart Music Awards | Canción del año - agosto | Nominado  | [ 23 ] |

### Premios en programas de música
| Programa                  | Fecha                    | Ref.   |
| ------------------------- | ------------------------ | ------ |
| Show Champion (MBC Music) | 26 de agosto de 2020     | [ 24 ] |
| Music Bank (KBS)          | 28 de agosto de 2020     | [ 25 ] |
| M! Countdown (Mnet)       | 3 de septiembre de 2020  | [ 26 ] |
| M! Countdown (Mnet)       | 10 de septiembre de 2020 | [ 27 ] |
| M! Countdown (Mnet)       | 17 de septiembre de 2020 | [ 28 ] |

### Listados
| Publicación     | Lista                                 | Ranking  | Ref.   |
| --------------- | ------------------------------------- | -------- | ------ |
| Amazon Music    | Best of 2021: K-Pop                   | Incluida | [ 29 ] |
| CNN Philippines | Our best K-pop songs of 2020          | Incluida | [ 30 ] |
| Genius Korea    | 2021 Year End Chart - Top Songs       | 47.º     | [ 31 ] |
| Genius Korea    | 2021 Year End Chart - Top K-Pop Songs | 29.º     | [ 32 ] |

## Posicionamiento en listas
| Lista (2020)                                        | Mejor posición |
| --------------------------------------------------- | -------------- |
| Corea del Sur (Gaon Digital Chart)                  | 1              |
| Estados Unidos (Billboard Global 200)               | 124            |
| Estados Unidos (Billboard Global Excl. U.S.)        | 70             |
| Estados Unidos (World Song Digital Sales Billboard) | 8              |
| Japón (Japan Hot 100)                               | 18             |
| Malasia (RIM)                                       | 5              |
| Nueva Zelanda (Hot Singles RMNZ)                    | 16             |
| Singapur (RIAS)                                     | 3              |

## Historial de lanzamiento
| País  | Fecha                | Formato                       | Sello             | Ref.   |
| ----- | -------------------- | ----------------------------- | ----------------- | ------ |
| Mundo | 17 de agosto de 2020 | CD Descarga digital streaming | JYP Entertainment | [ 41 ] |